# Goričica (Słowenia)
Goričica – wieś w Słowenii, w gminie Šentjur. W 2018 roku liczyła 205 mieszkańców.